# Boss FZ-5 Fuzz
Boss FZ-5 Fuzz är en effektpedal för gitarr, tillverkad av Roland Corporation under varumärket Boss från 2007. Effektpedalen tillverkades i Taiwan och senare Malaysia.

## Historia
Då föregångaren Boss FZ-3 Fuzz slutade att tillverkas 1999, hade inte Boss Corporation längre någon fuzzpedal i tillverkning. 2007 släpptes Boss FZ-5 Fuzz, som skiljer sig mycket från sin föregångare, bland annat så använder den sig av COSM-modellering, vilket innebär att det mesta av signalbehandlingen sker i en integrerad krets, och tre stycken fuzzpedaler kan emuleras.
| Läge | Modellering              |
| ---- | ------------------------ |
| F    | Dallas Arbiter Fuzz Face |
| M    | Maestro Fuzz Tone FZ-1A  |
| O    | Roger Mayer Octavia      |